# باولو سوزا (لاعب كرة قدم برتغالي)
باولو سوزا هو لاعب كرة قدم برتغالي، ولد في 3 مارس 1967 في فيلا نوا دغايا في البرتغال. شارك مع منتخب البرتغال لكرة القدم. أما مع النوادي، فقد لعب مع نادي بوافيشتا ونادي ليتشويس.

## وصلات خارجية
- باولو سوزا (لاعب كرة قدم برتغالي) على موقع ناشيونال فوتبول تيمز (الإنجليزية)
- باولو سوزا (لاعب كرة قدم برتغالي) على موقع Soccerway.com (الإنجليزية)
- باولو سوزا (لاعب كرة قدم برتغالي) على موقع عالم كرة القدم.نت (الإنجليزية)